# Ludovico degli Arrighi
Ludovico de gli Arrighi, il Vicentino (* in Cornedo Vicentino; † um 1527 in Rom), war ein italienischer Schreibmeister, päpstlicher Kanzleischreiber und Buchdrucker.

## Leben

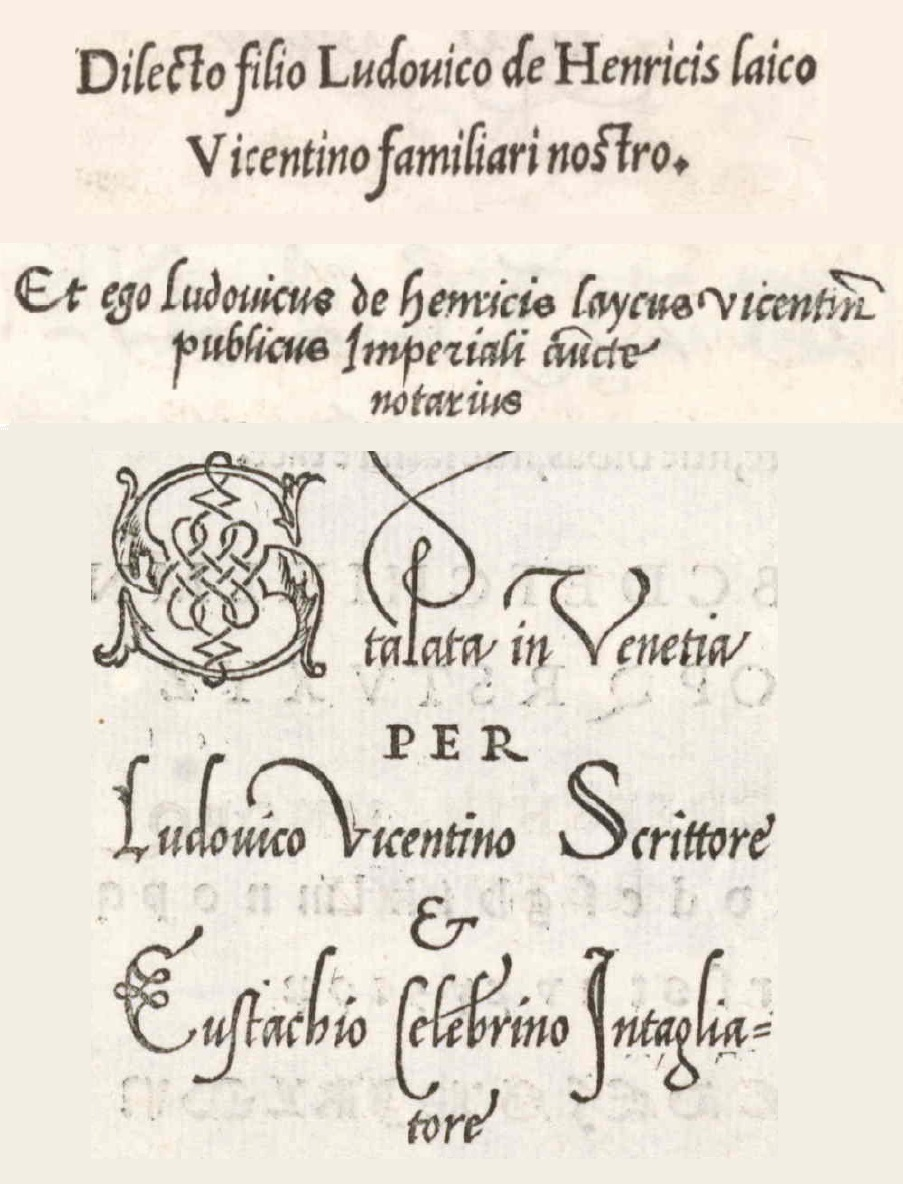
Eigene biografische Angaben von Ludovico Vicentino in Temperare le Penne, Rom 1523

Vom Leben des Ludovico Vicentino – wie er sich in seinen Werken selber bezeichnete – ist wenig überliefert. Die wenigen biografischen Angaben kann man den Nebenbemerkungen aus seinen beiden Werken entnehmen. Selbst sein Geburts- und Sterbejahr sind unbekannt. Dem Namen nach stammte er von den Arrighis aus Vicenza – war er der Sohn von Henricus (filio Ludovico de Henricis)? Hat er als Laienbruder in einem Kloster von Vicenza (laico Vicentino) das kalligrafische Schreiben in einem Skriptorium gelernt?
Arrighi hält sich vermutlich seit 1510 in Rom auf, da der Sprachforscher und Tragödiendichter Gian Giorgio Trissino ebenfalls aus Vicenza kam und nach Rom fliehen musste. Trissino wurde Botschafter unter Papst Leo X. und Vicentino druckte ab 1524 Trissinos Schriften in Rom. Arrighi wurde Schreiber in der päpstlichen Kanzlei (um 1513), als scrittore da brevi apostolici (päpstlicher Brevenschreiber). Wann und wo er kaiserlicher Urkunden-Schreiber (imperiali aucte notarius) gewesen ist, lässt sich nicht einordnen.
Nach dem Tod von Papst Leo X. (1521) scheint er sich selbstständig gemacht zu haben. Kurz nacheinander verfasste Arrighi zwei kleine Schreibbücher – La operina (1522) in Rom und Temperare le penne (1523) in Venedig. Mit präzisen Holzschnitten von Ugo da Carpi und Eustachio Celebrino konnte er seine eigenen, kalligrafischen Handschriften drucken. Ob er beim Drucken 1523 in Venedig wohnte, ist nicht bekannt.
Ab 1524 druckte Vicentino für den Dichter Trissino kleinere Schriften und die Tragödie Sofonisba in Rom. Nach 1527 liest man nichts mehr von Arrighis weiteren Werken. Es wird vermutet, dass er in den Wirren der Sacco di Roma (Mai–Juni 1527) umkam, als die deutsche Landsknechte und Söldner Rom plünderten. Die nächste Auflage von Trissinos Sofonisba wurde schon 1529 von Ianicolo Tolomeo, in Vicenza gedruckt.

### Päpstlicher Kanzlei- und Brevenschreiber
Ludovico Arrighi war hauptsächlich in der Zeit von Papst Leo X. (1513–1521) in der päpstlichen Kanzlei als Brevenschreiber tätig. Vicentino arbeitete auch für Kardinal Pietro Bembo und Trissino. Als Brevensekretär (segretario dei brevi) war Bembo für die Abfassung von Papsturkunden in lateinischer Sprache zuständig. Trissino wurde von Papst Leo X. unterstützt, der ihn als Botschafter nach Deutschland schickte.
In der päpstlichen Kanzlei im 15. Jahrhundert wurden die Breven in einer neuen Schriftform geschrieben, einer beschwingteren Form der Humanistischen Kursive, die Cancellaresca corsiva. Unter dem Einfluss humanistisch gebildeter Sekretäre setzte sich diese Form der Kanzleischrift als Littera da brevi, gegen die gotische Kanzleischrift (Littera par notari) durch.
Ludovico Vicentino leistete einen wichtigen Beitrag zur Vervollkommnung dieses Schriftstils. Er war um 1513 in der päpstlichen Kanzlei als scrittore de brevi apostolici (päpstlicher Brevenschreiber) tätig war und druckte 1523 sein Alphabet für die Littera da brevi als Holzschnitt.

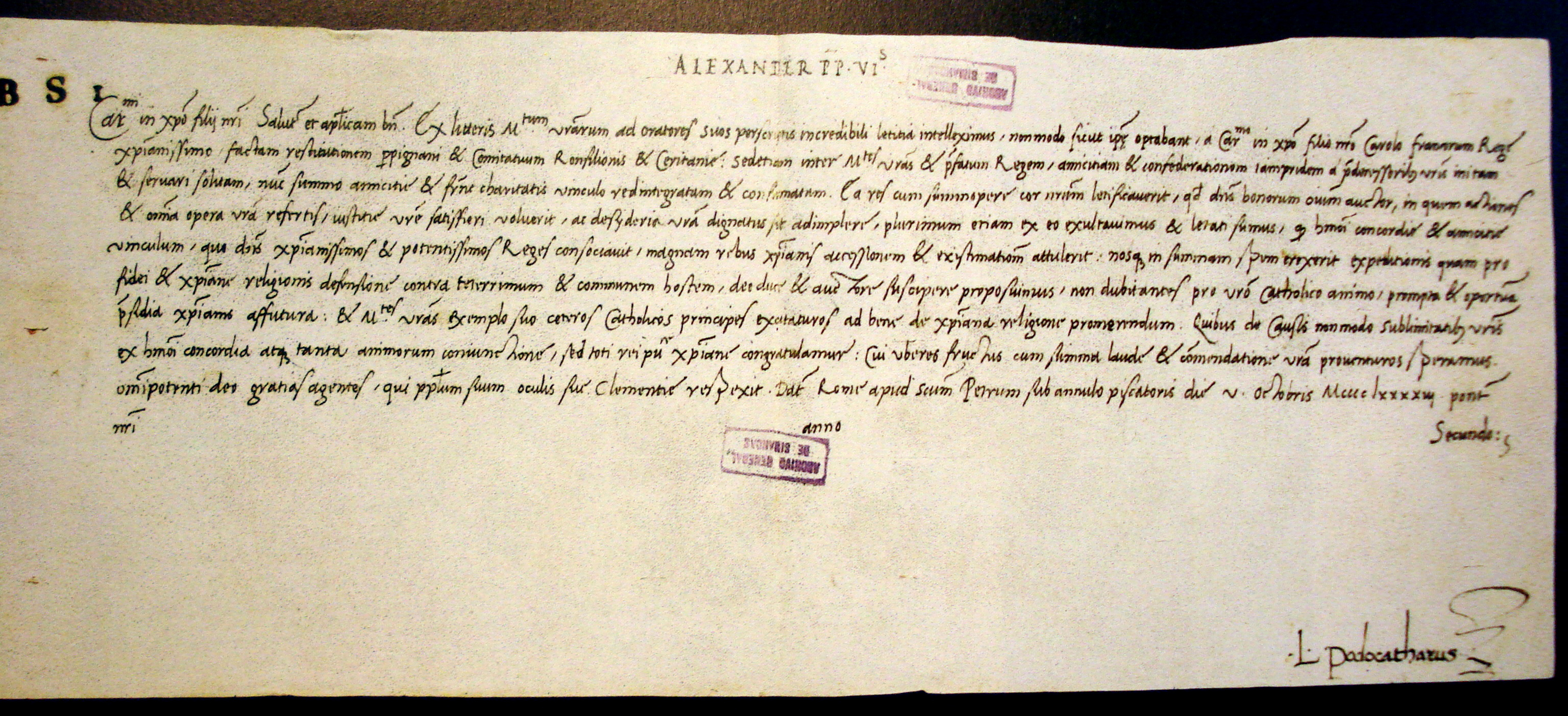
Breve Alexanders VI. von 1493
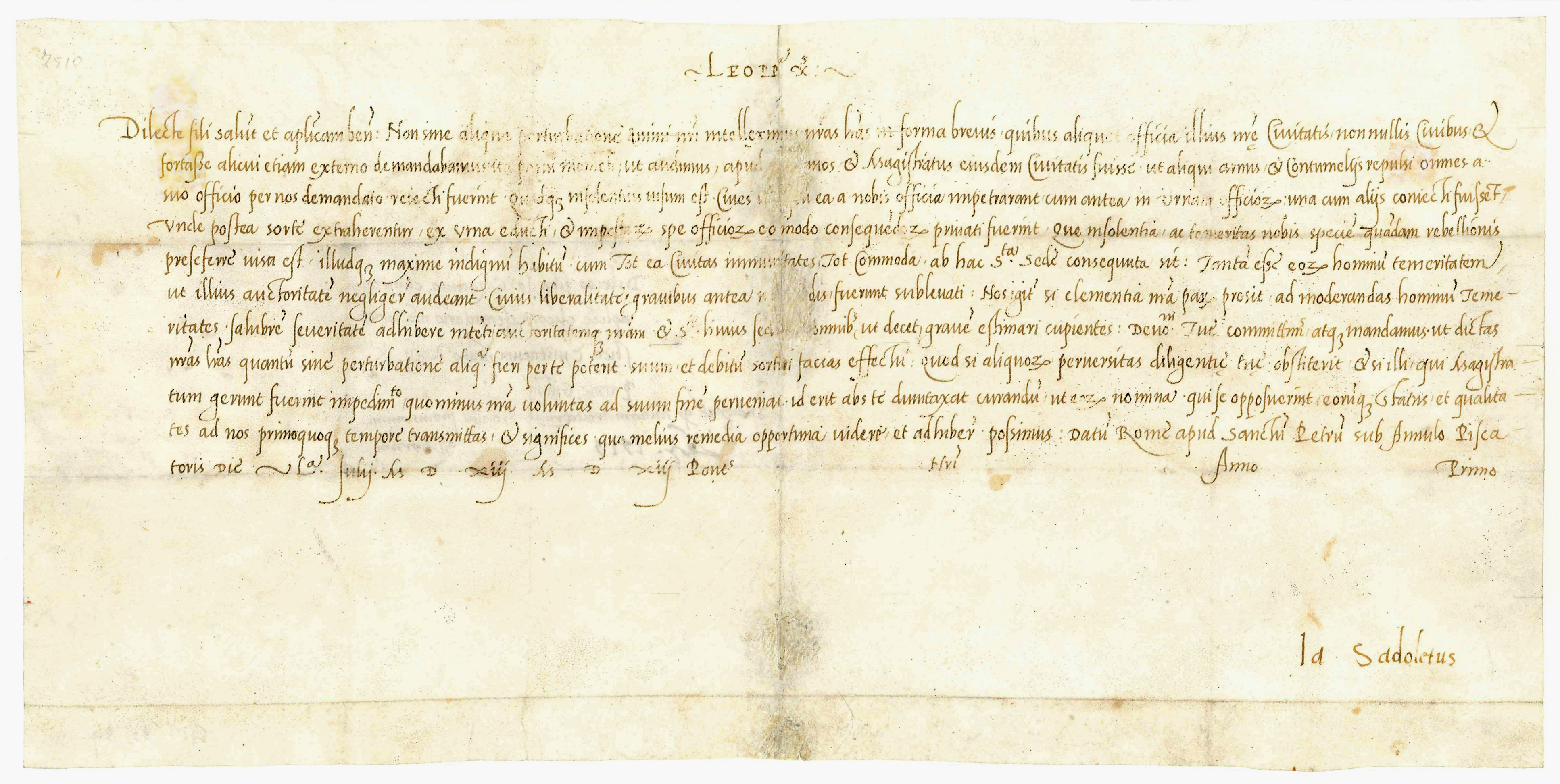
Cancellaresca im Breve von Lud. Arrighi 1513
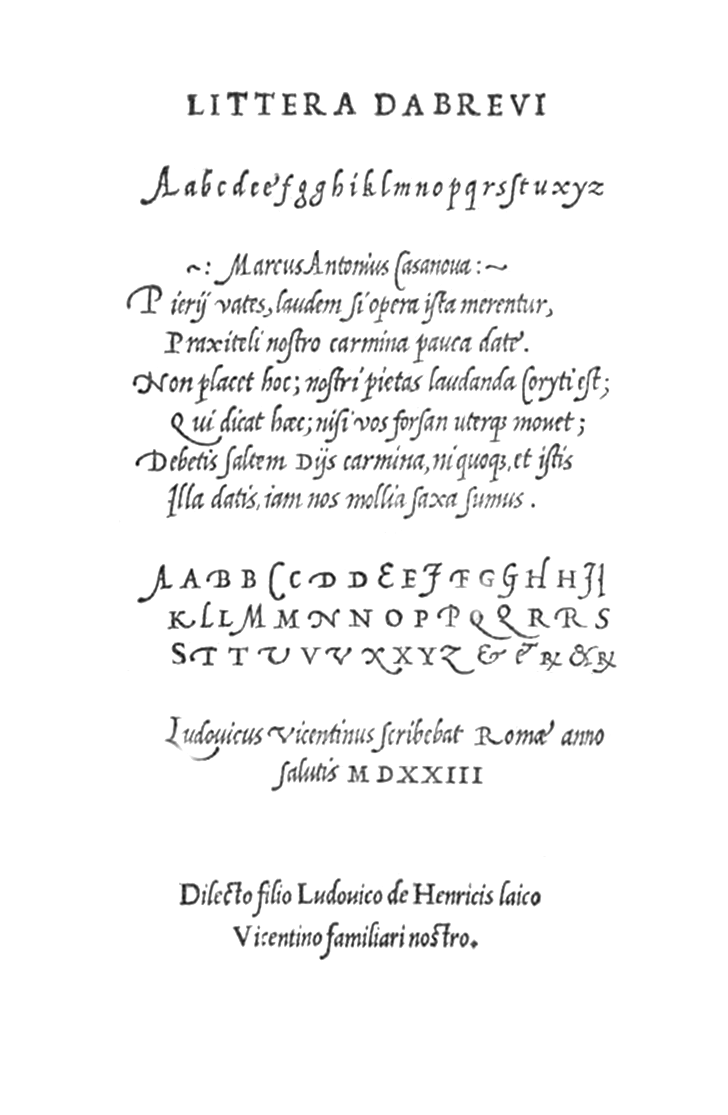
Arrighis Littera da brevi, Rom/Venedig 1523

Ludovico Vicentino erhielt zum Druck für seine Corsiva Cancellarescha ein päpstliches Privileg. Diese humanistische Kanzleischrift mit ihrer eleganten Wirkung und ihrer einfachen Schreibweise fand bald Anhänger unter Gelehrten und Schreibmeistern, sodass sie sich schnell auch außerhalb der päpstlichen Kanzlei verbreitete.

### Schreibmeister und Nachwirkung
Nachdem Papst Leo X. 1521 gestorben war, widmete Arrighi 1522 der Cancellaresca corsiva das erste Schreibmeisterbuch (La Operina …), dem zahlreiche Anleitungen von anderen italienischen und spanischen Kalligrafen folgten (z. B. von Tagliente, Palatino u. a.) und in einem zweiten Büchlein 1523 auch der Littera da breve. Der Text, die Übungsfolgen und die Alphabete wurden mit Holzschnitten von Ugo da Carpi (1479–1520/30) in Rom gedruckt. Da Vicentino den Namen seines Holzschneiders nicht angab, kam es zum Urheberstreit. Ugo da Carpi erhielt 1525 von Papst Clemens VII nachträglich das Privilegium für den Druck dieser Schrift-Holzschnitte.

Cancellaresca mit kalligrafischen Versalien
Privileg für die Corsiva over Cancellaresca
Illustration mit Gänsefeder und Messer
Alphabet für Kanzleischreiber

Ligatur des ſs und des ß in der Cancellaresca corsiva von 1522

Arrighi gab 1523 selbst als zweiten Teil der Operina noch ein weiteres Büchlein heraus, in dem er neben anderen Alphabeten auch für die Littera da brevi eine Schriftvorlage erstellte. Er beschreibt auch, wie eine Gänsefeder für das Schreiben zugeschnitten wird. Die Illustrationen und die Initialen wurden von Eustachio Celebrino detailgetreu in Holz geschnitten („xylografisches Druckverfahren“). Manche Textseiten hat er mit seinen eigenen, kursiven Drucklettern gesetzt. Gedruckt wurde die Anleitung samt den Schrift-Mustern 1523 in Venedig.
Die Cancellaresca corsiva war eine bedeutende Vorlage für die Kursivschriften von Giovanni Battista Palatino und Claude Garamond (- ein Übergang von den venezianischen zu den französischen Typen). Erst viel später wurde seine Schriftart wiederentdeckt – von Stanley Morison, Alfred Fairbank (italian handwriting) und Hermann Zapf sowie von den Kalligrafen Bernhard Linz und Martin Andersch.

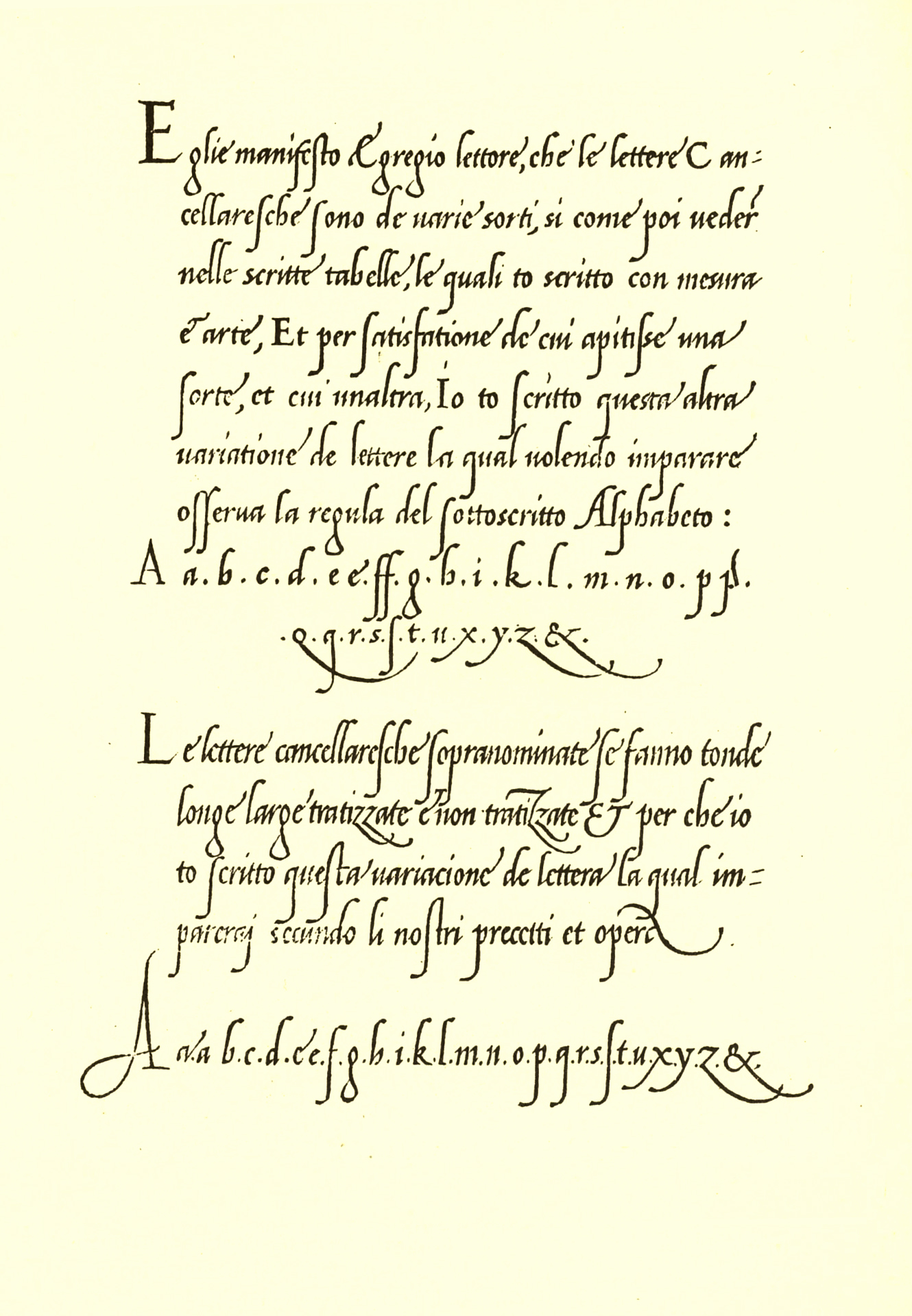
Giovanni Antonio Tagliente, Venedig 1524
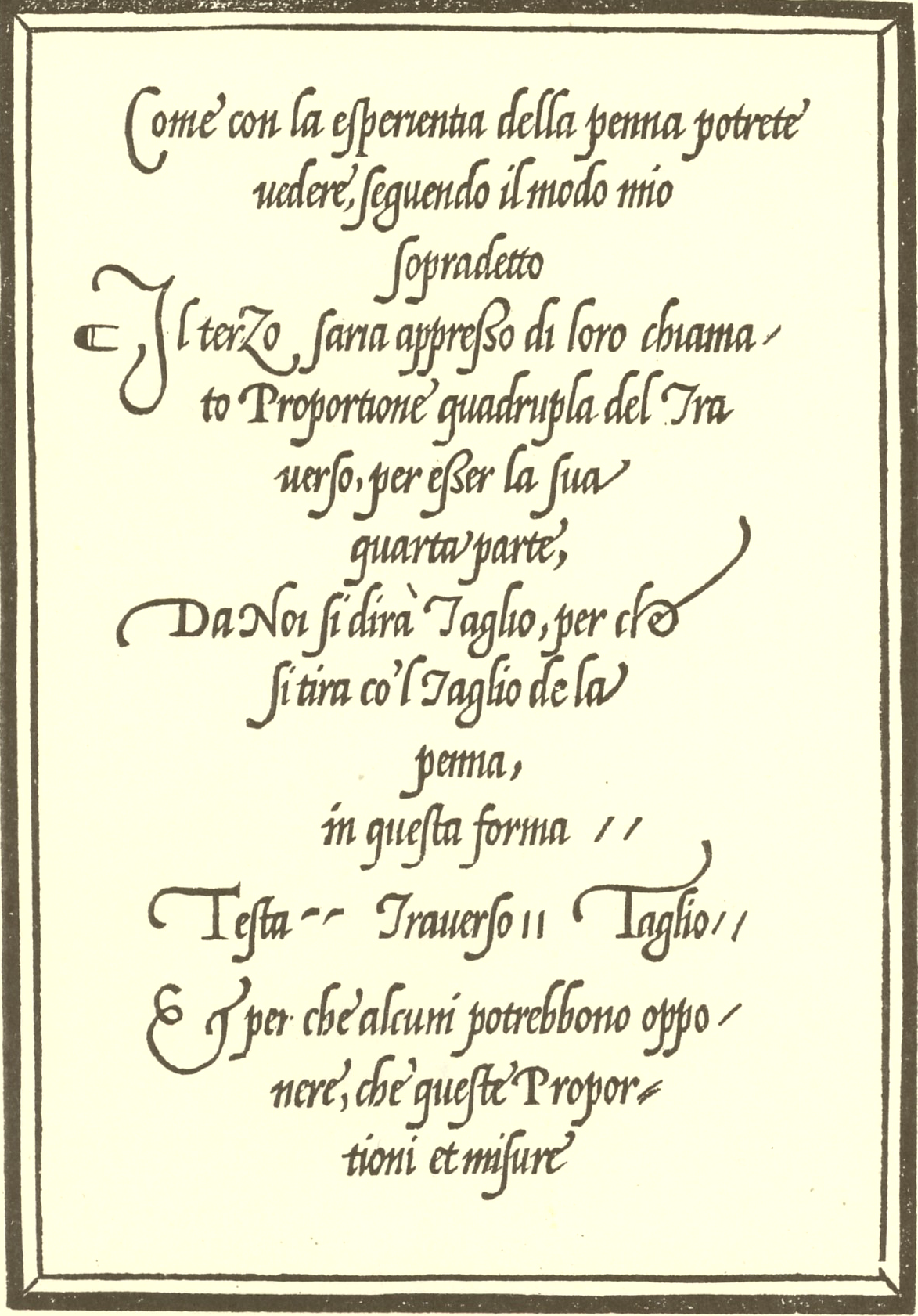
Giovanni Battista Palatino, Rom 1540
Martin Andersch Obermarchtal 1991
Hermann Zapf Darmstadt 1998

### Buchdrucker
Durch die genaue Anweisungen für die kursiven Drucklettern gelang Arrighi eine mechanische Übertragung der handgeschriebenen Kursive in einer bisher nicht gekannten Imitation. Seine gut lesbare Bearbeitung der damaligen Cancellaresca brachte er in zahlreichen Drucken zur Anwendung. Ihre Eigenschaft als platzsparende Schrift machte sie für die Verwendung als neue Antiqua-Drucktype geeignet. Von Francesco Griffo 1501 erstmals geschnitten, wurde sie erstmals von Aldus Manutius für den Druck gegossen. Das war der Beginn einer selbständigen Drucktype, die später – aufgrund ihrer Entstehung in Italien – den Namen Italic erhielt.
In den Erläuterungen zu Arrigis zweitem Büchlein verwendet er bereits eigene kursive Drucktypen, die von Griffos abweichen (besonders das „moderne“, kleine g). Diese Drucktypen wurden in der ersten Ausgabe der Sophonisba von Trissino verwendet. Als Mitarbeiter wurde Lautitio Pagno erwähnt; ein Goldschmied, der für ihn die Lettern nach seinen Schriftvorlagen geschnitten haben dürfte. Trissino äußerte sich lobend:

„Diese neuen Buchstaben wurden jetzt hier in Rom von Ludovico Vicentino angefertigt, der schöne Schrifttypen, die alles andere als schablonenhaft aussehen, vorangebracht hat. Vincentino hat, genau wie er in der Kalligraphie alle anderen unserer Zeit übertroffen hat, so jetzt eine sehr schöne Methode gefunden, mit der Druckerpresse fast alles zu machen, was er vorher mit der Feder gemacht hat.ef=“

Die zweite Auflage der Sofonisba von Trissino wurde 1529 von Ianicolo Tolomeo (T / IA), in Vicenza nachgedruckt. Die originalen Drucklettern Arrighis erhielt Tolomeo von Trissino. In der Typen-Übersicht finden sich auch das j sowie ω und ε aus dem griechischen Alphabet. Als Sprachforscher wollte Trissino die Aussprache dieser beiden Vokale mit griechischen Drucktypen von Vicentino unterscheiden lassen. Aus Tolomeo wurde deshalb Tωlωmεω.

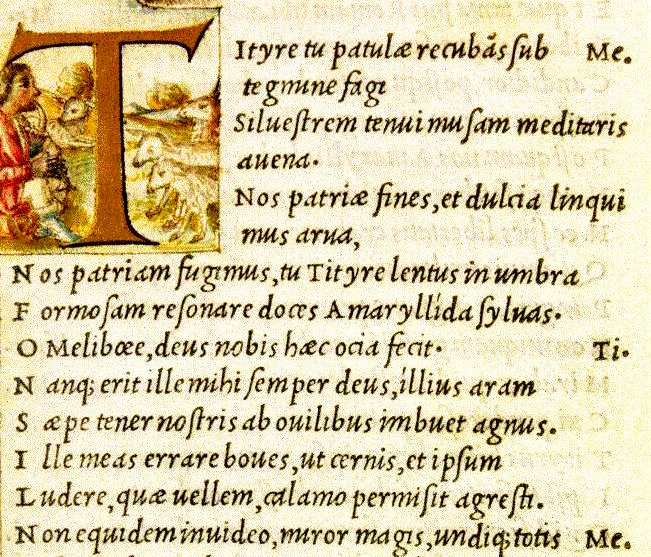
Erste kursive Drucktype von Griffo 1501
Kursive Drucktypen von Vicentino 1523
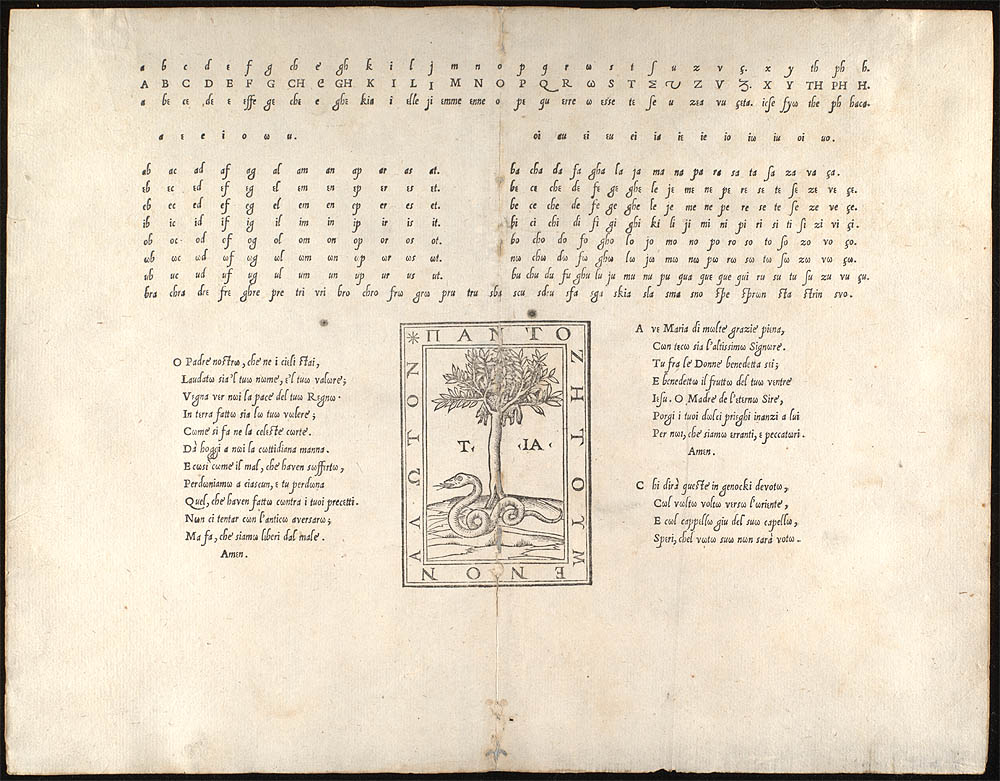
Arrighis kursive Drucktypen 1529
Epistola von Tressino, Nachdruck von Tolomeo, Vicenza 1529

## Werke
- La Operina da imparare di scrivere littera cancellarescha; Rom 1522 im „xylografischen Druckverfahren“ mit Holzschnitten von Ugo da Carpi (archive.org).
- Il Modo de temperare le penne, con le varie sorti de littere, ordinato per Ludovico Vicentino; Venedig 1523 im „xylografischen Druckverfahren“ mit Holzschnitten von Eustachio Celebrino (digital)

Nachdrucke:
- La Operina … und Il Modo de temperare le penne … zusammen in einem Buch; Stampato in Venetia per Nicolo d'Aristotile detto Zoppino, MDXXXIII.
- Thesauro di scrittori von Ugo da Carpi; Rom 1525. Enthält Teile der Schreibbücher von Sigismondo Fanti (1490–1530), Ludovico Vicentino, Gioanni Antonio Tagliente (digital)
- Buchdrucke für den Dichter Gian Giorgio Trissino: Epistola … la lingua italiana, Dialogo … la lingua italiana  und die Vers-Tragödie Sofonisba; (Rom 1524)

Titel von La operina …, Rom 1522
Titelblatt von ... temperare le Penne, Venedig 1523
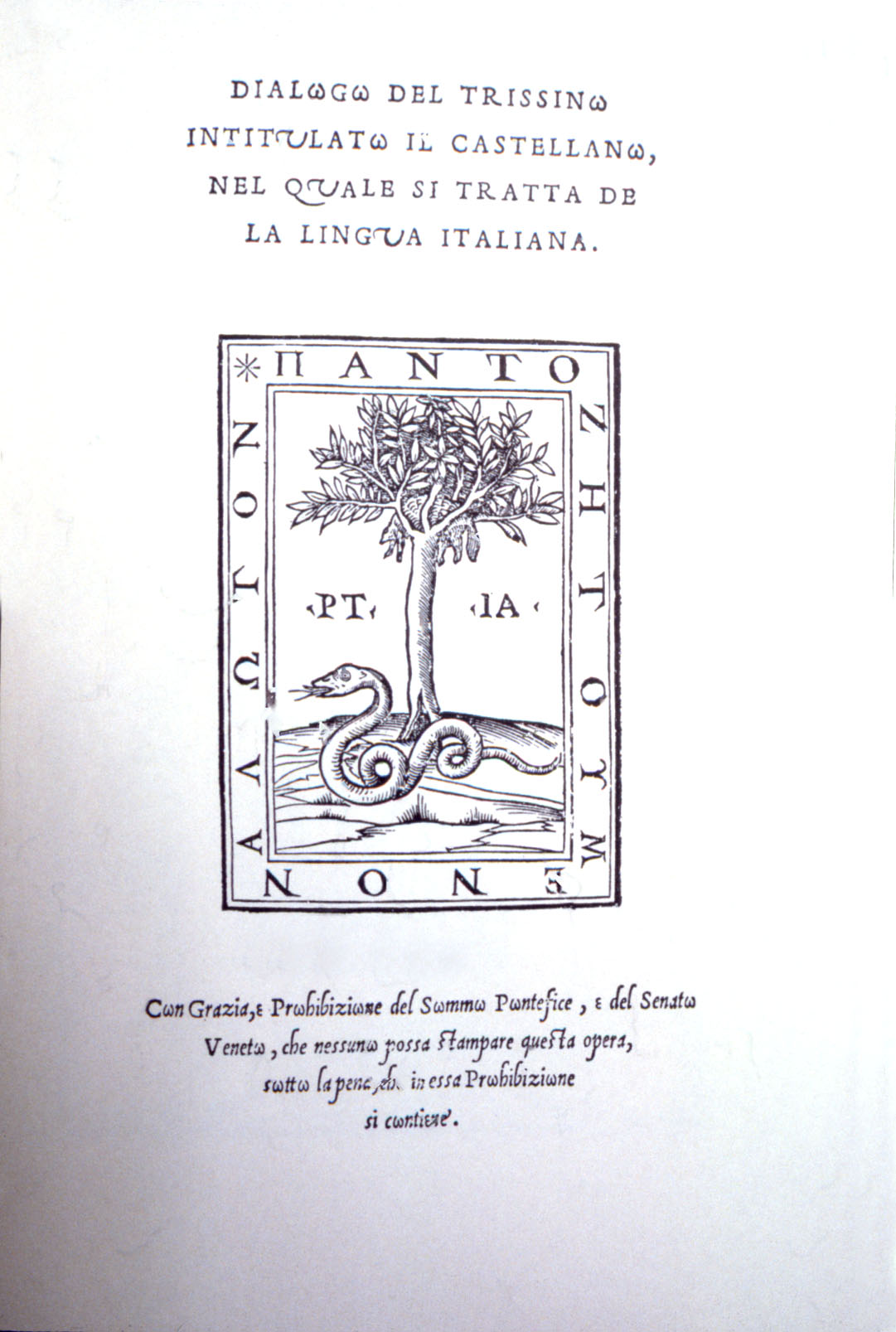
Titelblatt des Dialogo …, Rom 1524
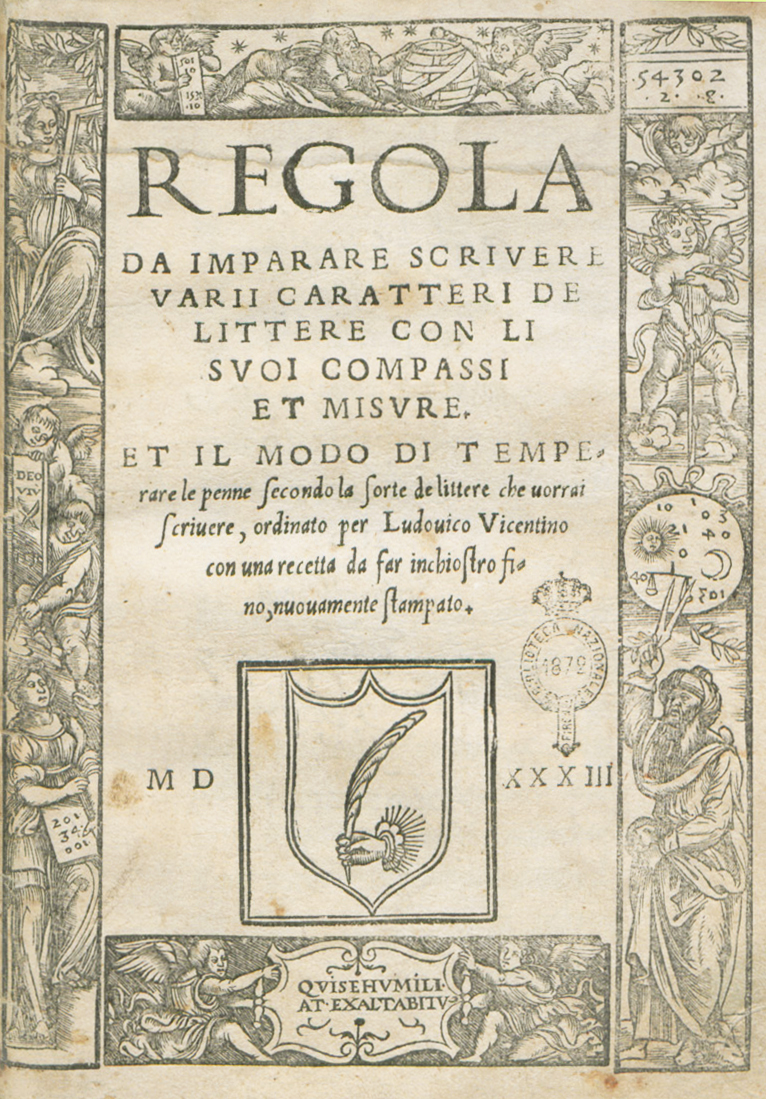
Titel der Nachdrucke von Zoppino, Venetia 1533